# A Viagem do Beagle
A Viagem do Beagle é o título comumente dado ao livro escrito por Charles Darwin publicado em 1839 como Diário e Anotações, o que trouxe a ele considerável fama e respeito. O título se refere à segunda expedição de levantamento topográfico do navio HMS Beagle que zarpou em 27 de dezembro de 1831 sob o comando do capitão Robert FitzRoy.
Embora a expedição tenha sido originalmente planejada para durar um ano, ela durou quase cinco anos – o Beagle não retornou até 2 de outubro de 1836. Darwin gastou a maior parte do seu tempo explorando em terra (três anos e três meses em terra; 18 meses no mar).
O livro, conhecido como Diário de Pesquisas de Darwin é um vivido e excitante relato das memórias da viagem e também um detalhado diário científico de campo cobrindo áreas da biologia, geologia, e antropologia e que demonstra o grande poder observacional de Darwin, escrito em um período onde os europeus ocidentais ainda estavam descobrindo e explorando muito do resto do mundo. Embora Darwin tenha revisitado alguns lugares durante a expedição, para um melhor entendimento, os capítulos do livro estão ordenados por referências a lugares e locações ao invés de uma organização cronológica. Embora com compreensão tardia, Darwin iria posteriormente utilizar várias das ideias que são indicadas no livro para o desenvolvimento da Teoria da Evolução.

## Objetivos da Viagem
O principal propósito da expedição foi o levantamento cartográfico das costas da parte sulista da América do Sul como uma continuação do trabalho de levantamentos anteriores, produzindo gráficos para guerras navais e comércio, desenhos de colinas da perspectiva do mar, com medidas de suas alturas. Em particular, a longitude do Rio de Janeiro que havia formado pontos de discordância entre levantamentos anteriores devido a discrepâncias nas medidas. Uma longitude exata deveria ser encontrada, usando cronômetros calibrados que deveriam ser corroborados por repetitivas observações astronômicas. Registros contínuos das marés e das condições meteorológicas também foram exigidos.
Em segundo plano estava o levantamento próximo às enseadas nas Ilhas Malvinas e, se estação permitisse, nas Ilhas Galápagos. Então o Beagle procederia para o Taiti e para Baía de Sydney, Austrália, pontos conhecidos para a verificação dos cronômetros. Uma exigência adicional foi realizar um levantamento geológico de um atol de coral circular no Oceano Pacífico, incluindo investigações do seu perfil e dos fluxos relativos a maré.

## Contexto e preparações

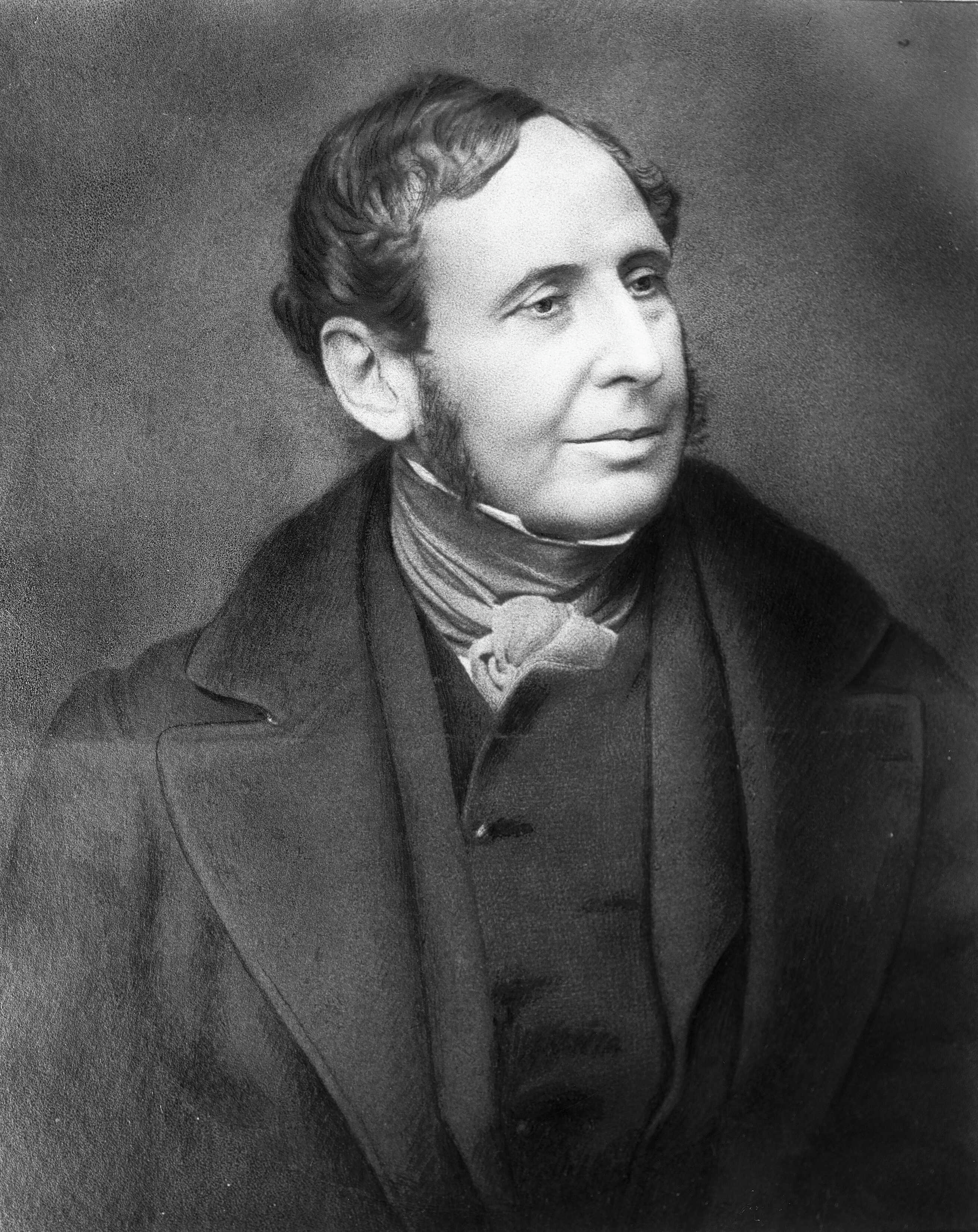
FitzRoy, capitão do Beagle na expedição.

As expedições anteriores de levantamento destinados a América do Sul envolveram o HMS Adventure e o HMS Beagle sob o comando geral do comandante australiano Philip Parker King. Durante o levantamento o capitão da Beagle, Pringle Stokes, cometeu suicídio e seu comando foi transferido para o jovem aristocrata Robert FitzRoy.
Após o retorno da expedição em 14 de outubro de 1830 capitão King se aposentou, e em 25 de junho de 1831, FitzRoy com 26 anos foi apontado como líder de uma segunda expedição comandando o Beagle. Ele não poupou despesas nos reparos e melhorias do Beagle, com o levantamento do convés e a instalação do melhor e mais recentes equipamentos de navegação. Ele contratou um construtor de instrumentos matemáticos para manter os 22 cronômetros posicionados dentro de sua cabine, e o primeiro oficial desenhista Augustus Earle. Adoecendo este na cidade de Montevidéu, FitzRoy o substituiu por Conrad Martens, que estava no Rio de Janeiro a caminho da Índia e que recebeu o título de segundo oficial desenhista.
Durante a viagem anterior, três fueguianos haviam sido trazidos para Inglaterra e foi planejado que eles retornassem para Terra de Fuego no Beagle junto com o missionário Richard Matthews.
FitzRoy estava ciente do estresse e solidão que o comando trazia durante esse período. Desmond e Moore sugeriram que sua patente o teria barrado de jantar com seus subordinados, e ele estava bem alerta acerca do suicídio do capitão Stokes e de seu próprio tio Visconde de Castlereagh. Abordou seu amigo Harry Chester com a ideia de que ele o acompanhasse, sem muito sucesso. Não era muito fora do comum que naturalistas fossem convidados para tais expedições como passageiros que pagam suas próprias despesas, e em agosto de 1831, FitzRoy escreveu apressadamente paro o Almirantado, presumidamente para seu amigo e superior Capitão Francis Beaufort, pedindo que um cavalheiro bem educado e com conhecimentos científicos fosse procurado para preencher essa vaga. Os pedidos e inquéritos de Beaufort através de seu amigo George Peacock na Universidade de Cambridge foram recusados pelo Reverendo Leonard Jenyns, vigário de Swaffham Bulbeck, e pelo professor John Stevens Henslow, que tinham outros compromissos. Todavia, ambos recomendaram o jovem de 22 anos Charles Darwin que tinha acabado de completar seu curso de teologia e estava na época em uma viagem de campo de geologia.
Consequentemente, quando tinha retornado, Darwin recebeu cartas de Henslow dizendo "Eu lhe asseguro, acredito que você é o homem que eles estão procurando" para a posição de "mais um companheiro do que um mero colecionador", e de Peacock que disse que o posto estava s sua "absoluta disposição". Inicialmente, o pai de Darwin rejeitou a proposta, todavia foi persuadido por seu cunhado Josiah Wedgwood II a ceder e bancar a expedição de seu filho. Então, FitzRoy mandou uma carta se desculpando já que a posição havia sido prometida a um amigo, todavia quando Darwin chegou para a entrevista, FitzRoy disse a ele que seu amigo o havia recusado nem há cinco minutos atrás. O tori FitzRoy estava desconfiado com o cenário de ter como companheiro de viagem um desconhecido jovem com um passado Whig (partido político), e por isso eles passaram uma semana juntos, para se conhecerem melhor. Embora FitzRoy quase rejeitou Darwin devido ao formato de seu nariz que indicava uma falta de determinação (veja fisiognomonia), ambos acharam o outro agradável. Beaufort aconselhou que a parte dos custos de Darwin fosse de até £500, e que ele estaria livre para sair em qualquer estágio da expedição e teria controle sobre seu "corpo publico" e sua própria coleção também.
Darwin ficou encarregado de obter seu próprio equipamento e de meios para preservar seus espécimes, procurando conselhos com seu velho mentor Robert Edmund Grant entre outros. O geólogo Charles Lyell pediu a FitzRoy para registrar observações de características geológicas como, por exemplo, de blocos erráticos, e antes da expedição sair da Inglaterra, FitzRoy deu a Darwin uma cópia do primeiro volume do livro de Lyell Principles of Geology (Princípios da Geologia) que explicava as características(geológicas) como o resultado de um processo gradual através de longos períodos de tempo.

## A Viagem
O Beagle não estava pronto para velejar até o início de novembro, e foi então repetidamente atrasado por ventos fortes, zarpando só em 27 de dezembro de 1831. Passou pela Ilha da Madeira (mas não aportou nela) indo então para Tenerife, mas proibido de desembarcar por causa da quarentena de cólera imposta a barcos vindo da Inglaterra. Eles fizeram sua primeira parada na ilha vulcânica de Santiago no Arquipélago do Cabo Verde, e é onde o Diário de Darwin começa. Enquanto leituras precisas eram feitas para confirmar dados sobre a longitude, ele foi à praia e ficou fascinado com sua primeira visão da vegetação tropical, e da geologia do lugar, analisando uma faixa branca bem elevada de conchas do mar, dando suporte a teses de Lyell da elevação e queda da crosta da Terra.
Depois de passar pelos arquipélagos de São Pedro e São Paulo e de Fernando de Noronha, já no Brasil, eles chegaram à Bahia (Salvador), em 29 de fevereiro, onde Darwin ficou maravilhado com a floresta tropical. A visão da escravidão foi considerada ofensiva por Darwin. Ao retrucar isso a FitzRoy quando ele disse que a mesma era justificável, fez com que FitzRoy perdesse a calma e o baniu da expedição. Os oficiais do barco apelidaram o capitão de "hot coffe" (café quente) devido ao seu temperamento na situação, e após algumas horas ele pediu desculpas a Darwin e pediu para que ele permanecesse na expedição.
| “ | Considering the enormous area of Brazil, the proportion of cultivated ground can scarcely be considered as anything compared to that which is left in the state of nature: at some future age, how vast a population it will support! | ” |
|   | — Charles Darwin, A Viagem do Beagle, página 46. |   |

O navio foi descendo a costa até o Rio de Janeiro. Como era de praxe na época, o cirurgião do barco tomava o lugar de naturalista. Robert McCormick, o cirurgião do Beagle, sentia (e com razão) que ele estava sendo substituído por Darwin, já que ele e não o doutor recebia convites de dignitários, deixando-o suficientemente frustrado e pensando em abandonar o barco ali mesmo (e abandonou). Darwin, agora assumindo um estado quase oficial dos deveres de naturalista do barco e ganhando um apelido de Philos, ainda fazia coleções pessoais de espécimes, que mandava para Henslow em Cambridge que esperava seu retorno, ao invés de fazer coleções para a expedição. Entretanto, outros a bordo, incluindo FitzRoy e o novo cirurgião fizeram coleções para a Coroa, as quais o Almirantado colocou no Museu Britânico.

### Levantamento na América do Sul

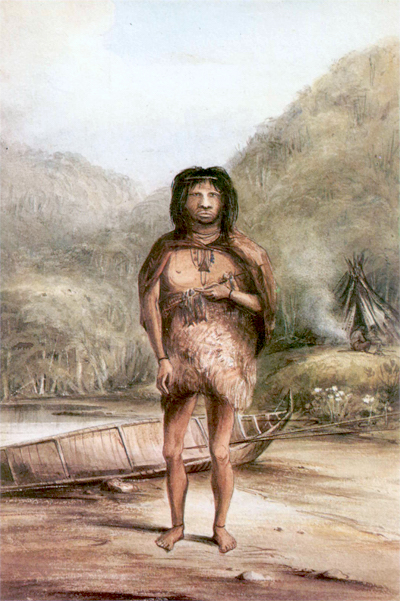
Quadro mostrando um típico fueguiano

Enquanto o barquinho continuava com o seu trabalho de levantamento, navegando junto a costa, Darwin passou muito de seu tempo longe do navio. A certos intervalos, o Beagle retornava a certos portos em que a correspondência poderia ser recebida e onde as anotações, diários de Darwin e suas coleções eram mandadas de volta para Inglaterra. Darwin fez várias visitas ao continente, com companheiros de viagem das regiões que visitava. Na Patagônia ele percorreu o território com gaúchos e os viu usarem boleadeiras para derrubarem Emas, e até comeu tatu assado. Na praia de Punta Alta em setembro de 1832 ele encontrou ossos fossilizados de mamíferos gigantes extintos. Um que ele achou que poderia vir a ser de um rinoceronte, veio a ser um Megatherium, uma preguiça gigante, e o outro foi o de um tatu gigantes, o Glyptodonte. Em novembro, na cidade de Montevidéu a correspondência que chegava da Inglaterra incluía uma cópia do segundo volume dos Princípios da Geologia de Lyell, que apresentava uma variação de Criacionismo relatando a ideia de mudança gradual, onde espécies eram criadas em "centros de Criação" e iam a extinção a medida que o ambiente mudava, para sua desvantagem.
Eles chegaram à Terra do Fogo em 1 de dezembro de 1832 e Darwin ficou perplexo com o estado "cru" de selvajaria dos nativos, em grande contraste com o comportamento civilizado dos três fueguianos que eles estavam retornando como missionários (que haviam recebido os nomes cristãos York Minster, Fuegia Basket e Jemmy Button). Ele descreveu seu primeiro encontro com os nativos fueguianos como sendo "sem exceção o espetáculo mais interessante e curioso que ele já tinha visto: eu não podia acreditar quão grande era a diferença entre os selvagens e os homens civilizados: era maior do que de um animal selvagem e um doméstico, visto que o homem tem um grande poder de melhoramento." Em contraste, ele falou sobre Jemmy "que parecia ainda esplêndido para mim, quando eu penso em todas as suas boas qualidades, que ele era da mesmo raça, e indubitavelmente compartilha do mesmo caráter, dos miseráveis, selvagens degradados que primeiramente conhecemos aqui. (Quatro décadas depois em a Descendência do Homem, ele usaria suas impressões desse período como evidência de que o homem tinha evoluído a civilização, de um estado mais primitivo).
Na ilha da "Terra de Buttons" em 14 de janeiro de 1833 eles criaram um posto missionário, com cabanas, jardins, mobília e louças feitas de barro, mas quando eles retornaram nove dias depois as posses haviam sido roubadas e divididas igualmente pelos nativos. Matthews (possivelmente um missionário) desiste e retorna ao navio, deixando os três fueguianos civilizados para continuar o trabalho missionário. O Beagle foi então para as Ilhas Malvinas, chegando logo depois da invasão de 1833. Darwin estudou a relação das espécies e dos habitantes e encontrou fósseis antigos como os que ele encontrou em Gales. Fitzroy trouxe uma escuna para ajudar no levantamento. Eles retornaram a Patagônia, onde a escuna foi provida com uma superfície inferior de cobre e rebatizado de Adventure (Aventura). Darwin foi assistido em preservar espécimes, por um jovem marinheiro chamado Syms Covington, que o ajudou a montar coleções tão boas, que com o aval de Fitzroy tomou-o para si em Covington como servo de tempo integral por £ 30 ao ano.
As duas embarcações navegaram pelo Rio Negro na Argentina onde Darwin deixou o Beagle para outra viagem ao continente com os gaúchos. Em 13 de agosto de 1833 ele conheceu o General Juan Manuel de Rosas que estava envolvido em uma guerra de extermínio contra os "índios" nativos, e obteve dele um passaporte. Enquanto cruzavam os pampas os gaúchos falaram a Darwin sobre uma rara espécie pequena de emas. Em Bahía Blanca, esperando pelo Beagle, ele revisitou Punta Alta e encontrou ossos de outro megatherium, dessa vez não perturbado em sua posição original (em relação a morte do animal) em um contexto de camadas de sedimento que incluíam conchas modernas, o que indicava que o clima havia sido pouco alterado desde de sua extinção, e não apresentava nenhum sinal de uma grande enchente catastrófica. Outras expedições ao continente quase acabaram de forma desastrosa quando Darwin acabou adoecendo e entrou no meio de uma revolução, já que rebeldes aliados a Rosas bloquearam Buenos Aires, mas o passaporte o ajudou e ele e Covington conseguiram escapar em um barco cheio de refugiados. Eles reencontraram o Beagle em Montevidéu. Como os levantamentos ainda estavam em progresso, Darwin fez outra viagem "galopante" de 600 km a Mercedes, Buenos Aires perto do Rio Uruguai. Em 22 de novembro ouviu falar de "ossos gigantes" em uma fazenda e trouxe consigo um crânio do tamanho do crânio de um hipopótamo por dezoito pence (centavos de libra). Ele o carregou até Montevidéu por 190 km. Este seria o primeiro fóssil identificado por Richard Owen, uma capivara gigante extinta que Owen chamou de Toxodon.
No Beagle, o artista Augustus Earle deixou a expedição devido a problema de saúde e foi substituído por Conrad Martens. Eles navegaram para o sul, Parando no Porto Deseado em 23 de dezembro. Lá Martens atirou em uma ema que serviu de um delicioso jantar. Darwin então percebeu que a ema era fazia parte da espécie anã, e preservou os restos mortais. Em janeiro de 1834, 180 km mais ao sul, eles chegaram ao Porto San Julián e explorando a geologia local em desfiladeiros perto da costa, Darwin encontrou fósseis de pedaços de espinha e um membro anterior de algum tipo de "grande animal, penso eu ser de um Mastodonte". Em 26 de janeiro eles entraram no Estreito de Magalhães e na Baia de San Gregório eles encontraram "quase-civilizados" patagonianos "gigantes" (1,80 m de altura), descritos por Darwin como "excelentes naturalistas práticos" que explicaram a eles que as emas menores eram a única espécies do sul, enquanto que as grandes emas ficavam ao norte, as espécies se encontravam perto do Rio Negro.
Após outro levantamento na Terra do Fogo eles retornaram em 5 de março de 1834 para visitar os missionários, mas encontraram as cabanas desertas. Então canoas se aproximaram e eles perceberam que um dos selvagens nativos era Jemmy, que havia perdido seus pertences e havia se reintegrado aos costumes nativos, tomando para si uma esposa. Darwin nunca havia visto "mudança tão completa e penosa". Jemmy foi a bordo e recusou usar seus talheres apropriadamente, falando inglês melhor do que nunca, assegurou a eles que "não tinha a mínima vontade de retornar a Inglaterra" e estava "feliz e contente", deixando a todos presentes de peles de lontra e pontas de flechas antes de retornar a canoa para sua se juntar a sua mulher Sobre a primeira visita Darwin havia escrito que "vendo tal homem, pode-se vir a acreditar que eles são criaturas-iguais, e habitantes de nosso mesmo mundo. É um assunto comum conjetura que tipo de felicidade em vida alguns dos animais menos dotados podem aproveitar: E quanto mais racionalmente a mesma pergunta pode ser feita sobre esses bárbaros.", e mesmo assim um desses selvagens tinha rapidamente se adaptado ao mundo civilizado e então escolheu o retorno aos seus costumes primitivos Isso não se conformou muito bem com a visão da humanidade dos dons de Cambridge como a melhor criação de Deus, inexoravelmente superior aos animais.
Eles retornaram as Ilhas Malvinas em 16 de março logo após uma revolta de gaúchos e nativos ter massacrado os britânicos nacionais, e ajudaram a acabar com a revolta. Darwin recebeu notícias de Henslow de que seus espécimes haviam chegado a Cambridge, com os fósseis da América do Sul sendo extremamente valorizados e colocados a amostra para a nata científica britânica, fazendo assim a reputação de Darwin. O Beagle partiu então para o sul da Patagônia, e em 19 de abril uma expedição incluindo Fitzroy e Darwin foram com barcos o mais longe possível rio acima, no Rio Santa Cruz na província de Santa Cruz, Argentina. Do porto de Santa Cruz, com todos os envolvidos tomando turnos em times arrastando os barcos corrente acima. O rio é cortado por uma seria de elevações e platôs formando vastas planícies cobertas de conchas e finas telhas de madeira, e Darwin conversou com Fitzroy sobre sua interpretação do ambiente, e que esses "terraços" haviam sido praias que haviam gradualmente sido elevadas de acordo com a teoria de Lyell. Eles se aproximaram dos Andes, mas tiveram que retornar.

### Costa oeste da América do Sul
O Beagle e o Adventure agora faziam o levantamento no Estreito de Magalhães antes de navegarem para o norte passando para a costa oeste, chegando a ilha de Chiloé no Arquipélago de los Chonos em 28 de junho de 1834, um lugar úmido e abundante em florestas. Eles então passaram os próximos seis meses coletando dados da costa e da parte sul da ilha. Em Valparaíso em 23 de julho de 1834, Darwin comprou cavalos e foi até ao Andes vulcânicos, mas quando retornava, adoeceu, e passou um mês de cama. É possível que ele tivesse contraído doença de Chagas, levando ao seu problema de saúde após seu retorno, mas o diagnóstico de seus sintomas até hoje é aberto a disputas.
Darwin descobriu que o Almirantado havia repreendido Fitzroy pela compra do Adventure. Fitzroy ficou mau com a notícia, vendendo o navio e anunciando que iria retornar e conferir o levantamento feito nele, depois iria abdicar de seu comando pois duvidava de sua sanidade, mas foi persuadido por seus oficiais a desistir da abdicação e continuar. O artista Conrad Martens deixou o navio e foi para a Australia.
Depois de esperar por Darwin o Beagle zarpou dia 11 de novembro para fazer levantamentos do Arquipélago de los Chonos. Dali eles viram a erupção do vulcão Osorno nos Andes. Eles então partiram para o norte chegando ao porto de Valdivia em 20 de fevereiro de 1835. Darwin estava em terra firme quando experiênciou um terremoto, e retornou para encontrar o porto da cidade severamente destruído. A 320 km dali em Concepción, Chile, eles encontraram a cidade devastada por repetidos choques e ondas de mare, deixando até a catedral da cidade em ruínas. Tentando fugir do horror da morte e destruição da cena, Darwin notou que as camadas de mexilhões estavam depositadas acima da maré alta com os moluscos mortos. Havia evidências claras de que o chão havia elevado-se 2,7m, e ele pessoalmente experimentou o processo gradual do continente emergindo do oceano como Lyell havia indicado.
De volta a Valparaiso, Darwin participou de outra excursão para os Andes em 21 de março alcançando a divisão continental a 4000m de altura: até ali ele encontrou fósseis de conchas do mar nas rochas. Depois de ir a Mendoza quando estavam retornando por uma passagem diferente eles encontraram uma floresta petrificada de árvores fossilizadas, cristalizadas em uma escarpa de arenito. Darwin percebeu que essas árvores estavam na praia atlântica quando a terra afundou, enterrando-as na areia que foi então comprimida em rocha, e foi então gradualmente elevada junto com o continente a 2100m nas montanhas. Retornando a Valparaiso com mulas carregadas de espécimes ele escreveu a seu pai que seus achados, se aceitos, seriam cruciais para a teoria da formação do mundo. Após outra expedição aos Andes enquanto o Beagle estava sendo consertado, Darwin finalmente se juntou ao resto da expedição e eles velejaram para Lima, mas encontraram uma insurreição em progresso e tiveram que permanecer no navio. Nessa ocasião ele estava escrevendo suas notas quando percebeu que a ideia de Lyell de que atóis de corais estavam na borda de vulcões extintos que se elevavam fazia menos sentido do que vulcões afundando gradativamente para que os recifes de corais em volta da ilha continuassem sendo formados perto do nível do mar e se transformassem em atóis enquanto o vulcão desaparecia no mar. Essa era uma teoria que ele iria examinar quando eles chegassem a tais ilhas.

### Ilhas Galápagos

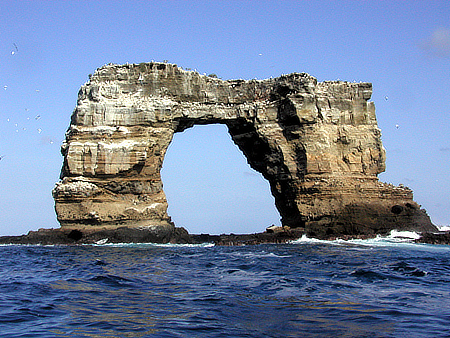
Arco de Darwin, Galápagos.

Uma semana fora de Lima, chegaram as Ilhas Galápagos em 15 de setembro de 1835. Na Ilha de San Cristóbal Darwin encontrou lava vulcânica negra rochosa queimando sob o Sol quente, e crateras vulcânicas que o faziam lembrar das casas de fundições de ferro da industrial Staffordshire. Ele notou um tipo de arbusto fino espalhado pela ilha sendo composto de 10 espécies, e encontrou poucos insetos. A impressionante tartaruga gigante para seu gosto pessoal parecia antedeluviana, embora ele tenha pensado naquela época que elas haviam sido trazidos para a ilha por piratas, como fonte de alimento.
Na colônia prisão na Ilha de Santa Maria foi-lhe dito que as tartarugas apresentavam pequenas diferenças de ilha para ilha, mas aparentemente isso não foi óbvio nas ilhas que Darwin visitou, tanto é que ele nem se preocupou em coletar suas cascas. As iguanas marinhas eram tremendamente feias, e devido a um erro na colocação das etiquetas no museu ele achou que essas criaturas únicas eram uma espécies Sul Americana. Os pássaros, notavelmente não tinham medo da presença humana, e eram tipos diferentes, únicos, e que lembravam as espécies da America do Sul. Ele notou que os pássaros canoros eram diferentes de ilha em ilha e tomou cuidado etiquetando espécimes, mas não se preocupou em anotar onde outras espécies, como os tentilhões haviam sido encontradas. Felizmente, outros realizaram um processo mais metódico enquanto etiquetavam suas coleções. Eles saíram da ilha em 20 de outubro.

### Taiti até Austrália
Eles partiram para outros destinos, jantando uma tartaruga de Galápagos, e em 9 de novembro avistaram as Ilhas da Sociedade, que à primeira vista pareceram desinteressantes para Darwin, somente praias brancas e palmeiras. No Taiti ele logo se interessou pela vegetação luxuriante e pelos nativos que mostraram uma visão amigável do cristianismo, refutando alegações que Darwin teria lido (que as missões estavam destruindo as culturas indígenas locais).
Em 19 de dezembro eles chegaram na Nova Zelândia onde Darwin formou opiniões ruins sobre o lugar e seus habitantes. Ele viu os tatuados Maori como selvagens como características inferiores às dos taitianos, e notou que suas casas eram "imundas sujas e ofensivas". Ele viu os missionários trazendo benefícios e também com novas praticas agrícolas com um exemplo de "fazenda inglesa" com mão-de-obra nativa. Richard Matthews foi deixado aqui com seu irmão mais velho Joseph Matthews que eram um missionário em Kaitaia. Darwin e Fitzroy concordaram que os missionários haviam sido mal interpretados nos panfletos, especialmente um escrito por Augustus Earle o qual ele havia deixado no navio. Darwin também notou muitos residentes ingleses, a maioria deles de caráter deplorável, incluindo fugitivos condenados da Nova Gales do Sul. Em 30 de dezembro, Darwin estava feliz em deixar a Nova Zelândia. O primeiro registo visual da Austrália em 12 de janeiro de 1836 o lembrou muito da Patagônia, mas o continente do país se mostrou melhor e Darwin preferiu a movimentada cidade de Sydney. Em uma viagem ao interior do país ele deparou-se com um grupo de aborígenes que lhe deram uma demonstração de lançamento de lanças por um shilling, contradizendo a ideia comum de que eles eram "criaturas degredadas", e Darwin refletiu em com seus números estavam diminuindo rapidamente. Em uma grande fazenda de ovelhas ele se juntou a um grupo de caça e matou seu primeiro marsupial, um "potoroo", fazendo-o pensar que um incrédulo "poderia exclamar 'Claramente dois criadores distintos deviam estar a trabalhar'." Ele então foi apresentado ao ainda mais estranho ornitorrinco e ficou surpreso ao descobrir que muitos colonos acreditavam que ele colocava ovos como um réptil uma questão ainda muito debatida na comunidade científica britânica; Ainda na Austrália, O Beagle visitou Hobart, Vand Diemens Land (nome antigo dado a Tasmânia), depois velejaram para Albany no sudoeste da Austrália. Ali Darwin participou de uma dança aborígene, uma "cena rude e bárbara" "tudo se movimentado em uma horrível harmonia" embora ele tenha gostado dos "bem humorados" aborígenes "com espíritos tão elevados". A partida do Beagle foi atrasada devido a uma tempestade que o encalhou. Depois que o navio foi colocado a flutuar novamente eles continuaram a viagem.

### Ilhas Cocos
Na chegada as Ilhas Cocos no Oceano Indico em 1 de abril, Darwin encontrou uma economia baseada no coco servindo tanto os habitantes quanto a vida selvagem. Eles investigaram as lagoas de coral, e os levantamentos de FitzRoy revelaram um perfil consistente com a teoria dos Atóis que Darwin havia desenvolvido em Lima. Novamente Darwin sofreu de fortes enjoos na viagem para Maurícia, onde ele ficou impressionado pelo grau de civilidade da colónia francesa, e fez um tour pela cidade, metade do tempo montado em um elefante.
O Beagle chegou ao Cabo da Boa Esperança em 31 de maio. Na Cidade do Cabo, Darwin recebeu correspondência de sua irmã dizendo a ele que 10 de suas cartas sobre a geologia da América do Sul haviam sido editadas e imprimidas por Henslow para distribuição privada, estabelecendo sua reputação. Após uma semana na ilha, Darwin e FitzRoy visitaram o notável astrônomo Sir John Herschel que além de fazer observações astronômicas tinha um grande interesse em geologia, já que mantinha correspondência com Lyell sobre a formação dos continentes e sobre o mistério de como novas espécies de formas de vida surgiram, tópicos que ele pode ter discutido com ambos durante um jantar. Na Cidade do Cabo, FitzRoy foi convidado para contribuir ao South African Christian Recorder e após eles terem partido em 18 de junho ele escreveu uma carta aberta sobre o Estado Moral do Taiti, incorporando partes do diário de Darwin e defendeu a reputação dos missionários. A carta foi dada para um navio que passava, levando-a para a Cidade do Cabo. Essa carta tornou-se o primeiro trabalho publicado de FitzRoy (e Darwin).
Eles pararam em Santa Helena (território) por alguns dias, e ali Darwin notou a predominância de plantas inglesas importadas. Ele examinou uma faixa de fosseis de concha a 600 metros de altura, o que poderiam indicar que Santa Helena teria-se elevado do mar em um período recente, mas Darwin conseguiu refutar essa hipótese identificando que elas eram na verdade uma espécies extinta de concha terrestre.

### Segunda passagem pelo Brasil

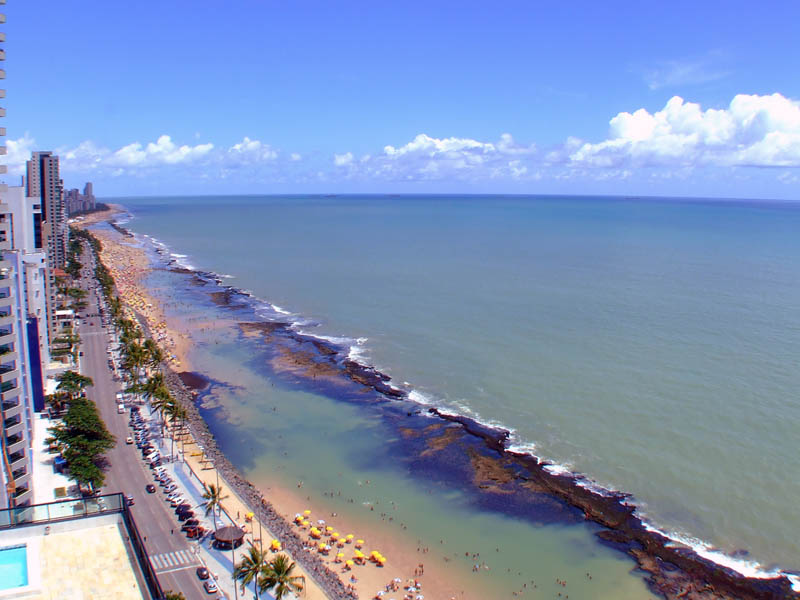
A barreira de recifes presente em toda a orla marítima da cidade brasileira do Recife — e que dá nome ao município — impressionou Charles Darwin, que disse duvidar da existência de uma estrutura natural semelhante em outra parte do mundo.

O Beagle então velejou para a Ilha de Ascensão onde Darwin viu os cones vulcânicos vermelhos de "cinza" no oceano. Em 23 de julho eles zarparam com a esperança (da maior parte dos tripulantes) de voltarem logo para casa, mas FitzRoy queria assegurar-se da exatidão das medidas longitudinais, levando o navio pelo Atlântico até Bahia no Brasil para fazer revisões nas leituras. Darwin aproveitou a oportunidade para revisitar a floresta por cinco dias, mas a viagem de retorno foi adiada devido ao tempo que forçou o Beagle a procurar abrigo mais acima na costa, e a intenção de fazer um curso direto para Cabo Verde foi frustrada.
Em Pernambuco (Recife e Olinda), onde o Beagle passou doze dias, Darwin se revoltou com a escravidão e com a falta de hospitalidade local, e se impressionou com a barreira de recifes de corais. Descreveu Recife como uma grande cidade, com sobrados altos e sombrios, dividida em três partes ligadas entre si por duas longas pontes, e disse que devido à temporada de chuvas e ao terreno baixo (quase no nível do mar) as suas estreitas ruas estavam imundas e com problemas de pavimentação. E perto do terreno pantanoso e plano do Recife estava, sobre pequenas colinas, a antiga cidade de Olinda, que descreveu como mais amável e limpa que a sua vizinha. Darwin, com ironia, "comemorou" o fato de o Brasil — uma terra de escravidão, e portanto da degradação moral — ter sido o único lugar do mundo onde foi tratado com grosseria: em Olinda, com o intuito de visualizar a região a partir de um ponto mais elevado, foi recusado de forma ranzinza em duas casas, e obteve com dificuldade permissão para atravessar os jardins de uma terceira residência. Também disse que, ao ouvir qualquer grito distante, se recordava com dolorosa nitidez dos seus sentimentos ao passar por uma casa perto do Recife, quando ouviu gemidos de desespero, provavelmente de algum pobre escravo sendo torturado, e se sentiu impotente como uma criança até mesmo para protestar. Mas ficou positivamente impressionado com a barreira de recifes da cidade do Recife, e disse duvidar que em qualquer parte do mundo existisse uma estrutura natural com uma aparência tão artificial, em absoluta linha reta, paralela e próxima da costa. Darwin viria a descrever em detalhes a formação rochosa pernambucana na revista científica inglesa Philosophical Magazine.

## Retorno

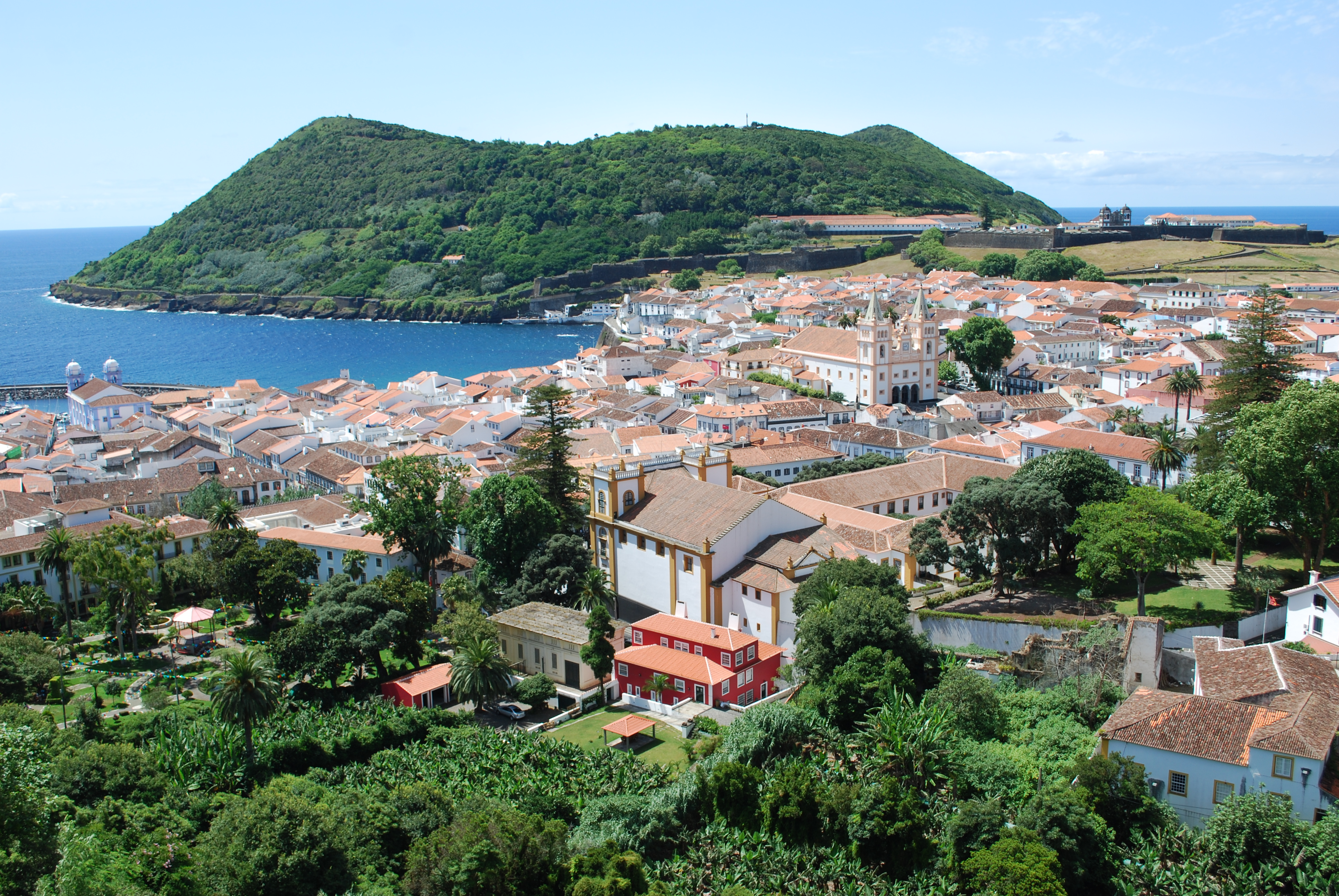
A ilha Terceira, nos Açores, foi a última parada do Beagle antes de sua chegada à Inglaterra.

O Beagle partiu de Pernambuco para casa em 19 de agosto, numa viagem conturbada, incluindo uma parada para reabastecimento de suprimentos nos Açores. Estiveram na ilha Terceira entre 20 e 24 de setembro de 1836 e no seu relatório Darwin escreveu não ter visto nada de relevante.
E finalmente chegou a Falmouth na Cornualha, Inglaterra, em 2 de outubro de 1836.
Logo após seu retorno, Darwin rapidamente pegou uma carruagem para casa, chegando tarde da noite de 4 de outubro de 1836 ao Mount House, a casa da família em Shrewsbury, Shropshire. Darwin teria ido direto para cama e saudado sua família durante o café da manhã. Depois de passar dez dias "matando a saudade", ele foi para Cambridge, levando em conta o conselho de Huxley em organizar, descrever e catalogar suas coleções.
O pai de Darwin o patrocinou, de tal forma que o permitiu colocar de lado outras carreiras, e como ele se tornou uma celebridade científica com uma reputação estabelecida por seus fósseis e da publicação de Huxley de suas cartas sobre a geologia da América do Sul, a também realizar uma turnê pelas instituições de Londres. Já nessa época ele fazia parte do "establishment científico", colaborando com especialistas naturalistas, classificando seus espécimes, e trabalhando em suas ideias que ele vinha elaborando durante sua viagem. Charles Lyell o deu suporte entusiástico. Em dezembro de 1836, Darwin apresentou uma palestra para Sociedade Filosófica de Cambridge. Ele escreveu um ensaio provando que o Chile, e o continente sul americano, estavam lentamente elevando-se, o qual ele leu para a Sociedade de Geologia de Londres em 4 de janeiro de 1837.
Syms Conington ficou com Darwin trabalhando como seu auxiliar até o casamento de Darwin em 1837, quando ele partiu em bons termos e migrou para Austrália.

## Publicação do livro de Darwin

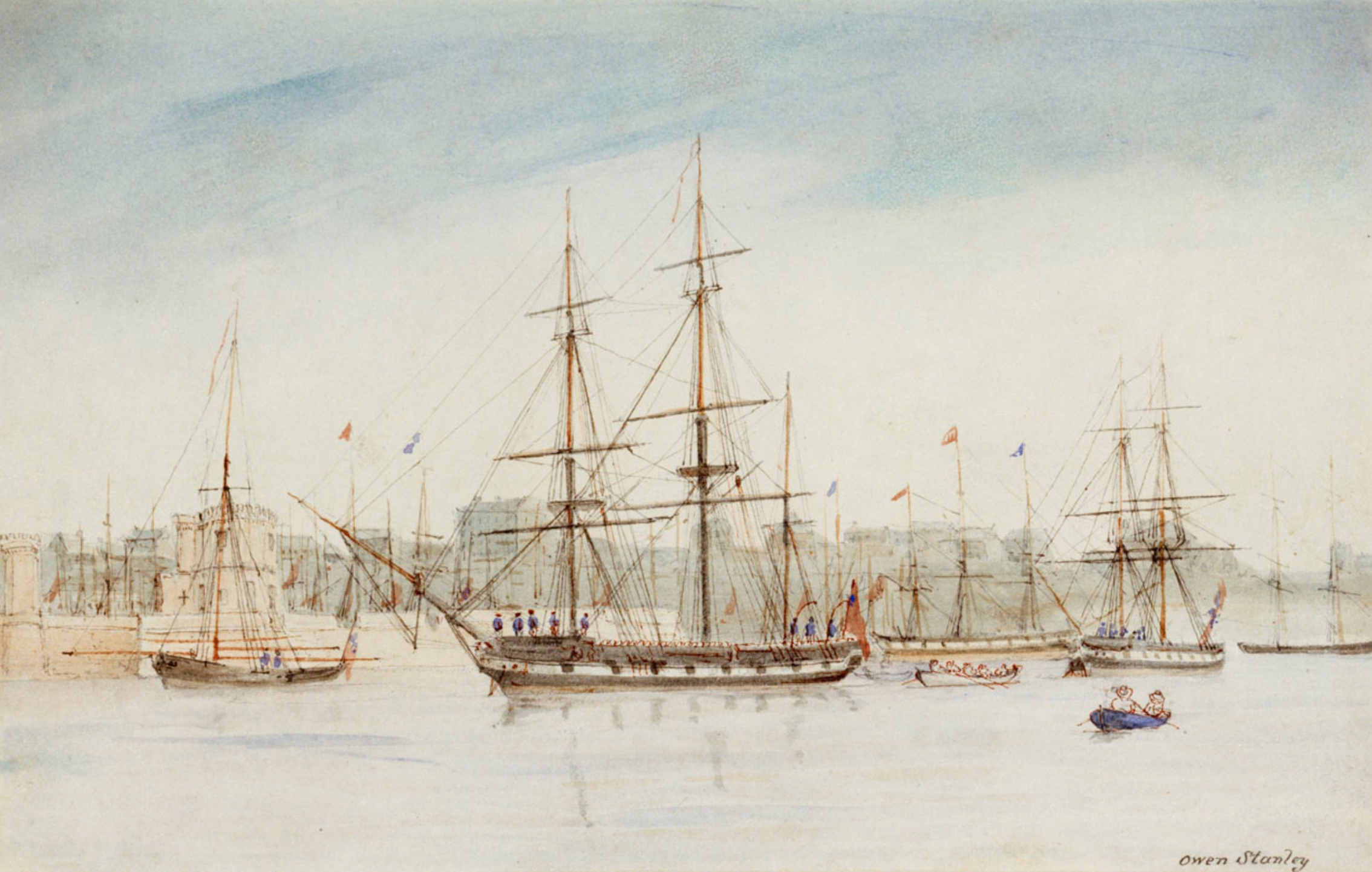
Em 1837 HMS Beagle zarpando para um levantamento na Austrália, pintado em 1841, por Owen Stanley.

Darwin foi convidado por FitzRoy para contribuir com a sessão de história natural do relatório do capitão acerca da viagem, e usando suas notas de campo e seu diário que ele vinha mandando para sua família ler, completou essa sessão em setembro de 1837. Além de escrever seu próprio relatório da viagem e de duas expedições anteriores, FitzRoy ainda tinha que editar as notas do capitão anterior do Beagle. O relatório foi completado e publicado em maio de 1839 como Narrativa da Viagem de Levantamento dos Navios de nossa Majestade Adventure e Beagle em quatro volumes. O volume um cobre a primeira viagem sob o comando de Philip Parker King, volume dois, é o relatório de FitzRoy sobre a segunda viagem.
O Diário e Anotações de Darwin 1832-1836 forma o terceiro volume, sendo o quarto volume um extenso apêndice. A contribuição de Darwin provou ser bem popular, tanto que o editor, Henry Colburn de Londres, a tomou na reedição do mesmo texto em agosto com um novo título de pagina: Diário de Pesquisas na Geologia e Historia natural dos vários países visitados pelo HMS Beagle, aparentemente sem buscar qualquer permissão por parte de Darwin ou lhe pagando uma taxa.

### Edições posteriores: mudanças na ideia da evolução
O livro passou através de várias edições, e foi subsequentemente publicado com vários títulos diferentes. O mais conhecido foi a segunda edição de 1845 que incorporava extensas revisões a luz da interpretação das coleções de Darwin e do desenvolvimento das ideias em relação à evolução. Essa edição foi autorizada pelo editor John Murray, que de fato pagou uma taxa a Darwin.
Na primeira edição relacionando as similaridades da vida selvagem de Galápagos com a do continente da América do Sul, Darwin observa: "As circunstâncias seriam explicadas, de acordo com a visão de alguns autores, dizendo que o poder Criador havia agido de acordo com a mesma lei em uma extensa área" em referência as ideias de Charles Lyell nos "centros de criação". Ele notou as gradações do tamanho dos bicos de espécies de tentilhão, suspeitando que as espécies "estão confinadas a ilhas diferentes", "Mas não há espaço nesse trabalho, para entrar nesse assunto curioso."
Edições posteriores dão dicas de suas novas ideias na evolução:
"Considerando o pequeno tamanho das ilhas, nos sentimos mais surpreendidos com o número de seus seres aborígines, em sua área confinada… com um período geológico recente, o oceano inquebrável foi aqui dividido. Consequentemente, ambos no espaço e tempo, parece que somos trazidos de alguma forma para aquele grande fato –aquele mistério dos mistérios- a primeira aparição de novos seres nessa terra."
Falando sobre os tentilhões e de suas gradações no tamanho dos bicos, ele escreveu que "alguém poderia realmente imaginar que da escassez original de pássaros neste arquipélago, uma espécie tenha sido tomada e modificada para diferentes fins.".

## Sumário - lugares que Darwin visitou
O sumário do livro que apresenta os lugares onde Darwin foi (não está em ordem cronológica)
- Prefácio

1. Santiago - Cabo Verde
2. Penedos de São Pedro e São Paulo
3. Rio de Janeiro
4. Maldonado
5. Rio Negro até Bahía Blanca
6. Bahía Blanca
7. Bahía Blanca para Buenos Aires
8. Buenos Aires e St. Fé
9. Banda Oriental e Patagónia
10. Santa Cruz, Patagónia, e as Ilhas Malvinas
11. Tierra del Fuego
12. Estreito de Magalhães
13. Chile Central
14. Chiloé e Ilhas Chonos
15. Chiloé e Concepción: Grande terremoto
16. Passagem pela Cordilheira
17. Norte do Chile e Peru
18. Arquipégalo Galápagos
19. Taiti e Nova Zelândia
20. Austrália
21. Ilhas Cocos - formação de corais
22. Maurícia (Maurício) até Inglaterra

## Outras fontes
- Darwin, Adrian Desmond e James Moore, Michael Joseph, the Penguin Group, Londres 1991 ISBN 0-7181-3430-3
- Voyage of the Beagle, Charles Darwin (including Robert FitzRoy's 'Remarks with reference to the Deluge'), Penguin Books, London 1989 ISBN 0-14-043268-X
- Charles Darwin (1999), by John Patrick Michael Murphy